# Amédée De Keuleneir
Amedeus Marinus Ernest (Amedée) De Keuleneir (Gent, 15 juni 1902 - Gentbrugge, 11 februari 1999) was een Belgisch socialistisch politicus voor de Belgische Socialistische Partij (BSP), syndicalist bij het Algemeen Belgisch Vakverbond (ABVV) en volksvertegenwoordiger.

## Levensloop
In zijn jeugd kwam hij vaak als 'troeteljongen' op verzoek van Edward Anseele, bij hem thuis.
Omstreeks 1920 werd hij actief in Gent als werkend lid bij de Broederlijke Maatschappij der Wevers. Van 1926 tot 1938 was hij secretaris bij het Gewestelijk Comité voor Arbeidersopvoeding Gent-Eeklo. Daarnaast was hij actief als bestuurslid bij de Goede Werkmanswoning in Gent. In de jaren 1936-1939 was hij tevens secretaris van het Matteotifonds en werkte actief mee aan het verschaffen van een onderdak aan gevluchte kinderen uit het Spaanse republikeinse kamp.
In 1938 werd hij verkozen tot gemeenteraadslid van Gent en in 1946 tot socialistisch volksvertegenwoordiger voor het arrondissement Gent. Hij oefende dit mandaat uit tot in 1971 en werd opgevolgd door Gilbert Temmerman. Ook was hij als vervanger lid van de Raad van Europa van 23 september 1968 tot 1 maart 1972 voor de Belgische Socialistische Partij (BSP).
Na de Bevrijding van de Duitse bezetting in België werd hij in 1945 aangesteld als lid van het bureau bij het Algemeen Belgisch Vakverbond (ABVV). Hij oefende deze functie uit tot 27 juni 1965.
Tijdens de schoolstrijd (1954-1958) stelde hij zich strijdlustig op en ging zo ver in de Kamer een zwaar incident te veroorzaken door CVP-voorzitter Théo Lefèvre uit te schelden voor 'landverrader'.